# 小行星6679
小行星6679（英語：6679 Gurzhij）是一颗围绕太阳公转的小行星。1969年10月16日，柳德米拉·切爾尼赫在克里米亚发现了此天体。
这颗小行星的绝对星等为60.44837238883143等。